# Жаржоу, Ламин
Ламин Диаду Жаржоу (англ. Lamine Diadhiou Jarjou; род. 19 февраля 2002, Серекунда) — гамбийско-сенегальский футболист, полузащитник французского клуба «Гренобль».

## Клубная карьера
В 2019 году стал игроком сенегальского клуба «Каса Спортс».
В 2022 году перешёл в суданский клуб «Аль-Хиляль» Омдурман. 18 сентября 2022 года в матче против клуба «Мамелоди Сандаунз» дебютировал в Лиге чемпионов КАФ.
В 2023 году подписал контракт с клубом «Гренобль».
В 2024 году правах аренды перешёл в казахстанский клуб «Атырау». 2 марта 2024 года в матче против клуба «Елимай» дебютировал в казахстанской Премьер-лиге (0:0).

## Карьера в сборной
13 июля 2022 года дебютировал за сборную Сенегала в матче против сборной Эсватини (1:1).

## Достижения
«Аль-Хиляль» Омдурман
- Чемпион Судана: 2022/23

## Клубная статистика
| Игровая карьера | Игровая карьера       | Игровая карьера | Лига | Лига | Кубки | Кубки | Межд. | Межд. | СК | СК |
| --------------- | --------------------- | --------------- | ---- | ---- | ----- | ----- | ----- | ----- | -- | -- |
| 2022/23         | Аль-Хиляль (Омдурман) | А               | ?    | ?    | —     | —     | 6     | 0     | —  | —  |
| 2024            | Атырау                | А               | 1    | 0    | 1     | 0     | —     | —     | —  | —  |